# Kalmár Tibor (rendező)
Kalmár Tibor (Budapest, 1932. július 16. –) Jászai Mari-díjas magyar rendező, érdemes művész.

## Életpályája
Szülei Kalmár György fogtechnikus és Stern Anna (1906–1976) varrónő voltak. Gyermekként Lakner bácsi gyermekszínházában játszott. 1948-ban szerepet kapott a Valahol Európában című filmben. 1950–1954 között a Színház- és Filmművészeti Főiskola színházrendező szakán tanult. 1954–1960 között az Állami Déryné Színház színésze és rendezője volt. 1960-tól a Vidám Színpad rendezője. 1995–1999 között a Pesti Vicc főszerkesztője volt.

## Magánélete
1956-ban házasságot kötött Littner Máriával. Egy fiuk született: Kalmár Péter (1964) rendező.

## Színházi munkái
A Színházi Adattárban regisztrált bemutatóinak száma: szerzőként: 17; színészként: 10; rendezőként: 109.

### Szerzőként
- Egyebek és emberek (1958)
- Pesti körút (1960)
- Balatoni szerelem (1961)
- Nem fog fájni (1962)
- Vigyázat, utánozzák! (1962)
- Lehet valamivel kevesebb? (1965)
- VIII. Henrik és 6 felesége (1967)
- Szent Péter esernyője (1967)
- Mesebeszéd (1974)
- Él még a kabaré?! (1975)
- Meddig lehet elmenni? (1981)
- Együtt, ameddig bírjuk (1983)
- Idefigyeljenek emberek! (1987)
- Az élettől keletre! (1994)
- Kriminális kabaré (1998)
- Ezt is túléltük! (2001)
- Én, Királyhegyi! (2011)

### Színészként
- Molnár-Hevesi: A Pál utcai fiúk....Geréb; Pásztor I.
- Jókai Mór: A gazdag szegények....Homok János
- Pfeiffer: Lampion ünnep (Bűn és szerelem)....Shida
- Büchner: Woyzeck....Doktor
- Kalmár Tibor: Én, Királyhegyi!....A Partner

### Rendezőként
| - Móricz-Benedek: Pacsirtaszó (1954) - Jókai-Révész: Az aranyember (1954, 1958) - Sós György: Pettyes (1954) - Mikszáth-Meskó: Szépasszony madara (1955) - Jókai Mór: A gazdag szegények (1955) - Osztrovszkij: Karrier (A négylábú is botlik) (1956) - Dosztojevszkij: A herceg álma (1956) - Csiky Gergely: Mákvirágok (1957) - Magellhaes: Párizsi cukrászda (1957) - Hellman: A kis rókák (1957) - Gombos Imre: Pataki szüret (avagy a vőlegénység három próbája) (1958) - Pfeiffer: Lampion ünnep (Bűn és szerelem) (1958) - Dihovicsnij-Szlobodszkij: Sose halok meg (1958) - Heltai Jenő: A tündérlaki lányok (1959) - Trinner: Nem angyal a feleségem (1959) - Nyíri Tibor: Menyasszonytánc (1959) - Korosztüljov: A varázskalap (1960) - Schiller: Ármány és szerelem (1960) - Jacobi Viktor: Leányvásár (1960) - Burian: Születésnap (1960) - Darvas József: Hajnali tűz (1961) - Victor Eftimiu: A csavargó (1961) - Szigligeti Ede: Liliomfi (1961) - Bartos-Baróti: Mindent a mamáért (1961) - Kertész Imre: Doktorkisasszony (1962) - Rónai Miklós: Legfeljebb válunk (1962) - Knott: Gyilkosság rendelésre (Éjféli nyomozás) (1962) - Kálmán Imre: Csárdáskirálynő (1962) - Dunai Ferenc: A nadrág (1962) - Szinetár György: Susmus (1962) - Molnár Ferenc: Olympia (1963) - Gyárfás Miklós: Férfiaknak tilos (1963) - Abay Pál: A szerelem mellékes (1963) - Szinetár György: Fogad 3-tól 5-ig (1963) - Hunyady Sándor: Lovagias ügy (1964) - Abay Pál: Kiskirálynő (1964) - Camoletti: Leszállás Párizsban (1965-1966, 1968, 1992-1993) - Jókai Mór: Szegény gazdagok - Fatia Negra (1966) - Kövesdi Nagy Lajos: Szegény kis betörő (1966-1967) - Heltai-Kaposi: Naftalin (1966) - Thomas: Gyilkostársak (1966) - Mithois: Férjvadász (1967) - Mikszáth Kálmán: Szent Péter esernyője (1967) | - Katajev: Bolond vasárnap (1967) - Kállai István: Ilyennek hazudtalak (1967) - Turi-Pálos-Levente: Idefigyeljetek gyerekek! (1971) - Kolozsvári Grandpierre Emil: A kalózkisasszony (1972) - Karinthy Frigyes: Teknősbéka, vagy ki az őrült a csárdában? (1973) - Csurka István: A csirkefogó (1973) - Bencsik Imre: Kutyakomédia (1975) - Bencsik Imre: Kölcsönlakás (1977, 1995, 2005) - Konsztantyinov-Racer: Segítség, válunk! (1977) - Nóti Károly: Nyitott ablak (1979) - Hornícek: Két férfi sakkban (1980) - Hennequin-Veber: Elvámolt éjszaka (1983) - Kállai-Kabos: Kabos-show (1984) - Lakner Artúr: Édes mostoha (1985, 1999) - Thomas: Nyolc nő (1985) - Gmür: Tigris Lili (1986, 1999) - Axelrod: Good-bye, Charlie! (1987) - Camoletti: Anna csak egy van! (Szex a lelke mindennek) (1988) - Cooney: Délután a legjobb (1989) - Ludwig: Vegyes-páros (1990, 2001) - Indig Ottó: A torockói menyasszony (1991) - Frisby: Lány a levesemben (1992) - Eisemann Mihály: Fiatalság, bolondság (1993) - Cooney: Család ellen nincs orvosság (1994) - Arnold-Bach: Apa csak egy van? (1995) - Cooney: Pénz áll a házhoz (1997) - Kalmár Tibor: Kriminális kabaré (1998) - Camoletti: Négyen a kanapén (2003) - Molnár Ferenc: Játék a kastélyban (2006) |

## Filmjei

### Rendezőként
- Kutyakomédia (1982)
- Amerikából jöttem… (1989)
- Nemcsak a húszéveseké a világ (2003)
- Kabarémúzeum (2006)
- Különös Szilveszter (2007)

### Színészként
- Valahol Európában (1948)

## Művei
- Kulisszatitkok. Száz sztárról sztorizok; Sido Könyvműhely, Budapest, 2001
- Sztárok és kutyák (2006)
- Volt egyszer egy kabaré... Történetek a függöny mögül; Gabo, Budapest, 2009
- A nagy nevettetők. Sztorik a pesti éjszakából; Kossuth, Budapest, 2010
- Legendás komédiások (2012)
- A humor háza. A Fészek Művészklub nagy mesélői; Kossuth, Budapest, 2013
- Ágyról ágyra. Szex a lelke mindennek; K.u.K., Budapest, 2014
- Sztárok az éjszakában; Kossuth, Budapest, 2015
- Mulattattam és mulattam; Kossuth, Budapest, 2017
- Jiddische mamák; Kossuth, Budapest, 2018

## Díjai, elismerései
- Jászai Mari-díj (1988)
- a Fővárosi Tanács művészeti díja
- Érdemes művész (2007)